# (1493) Sigrid
(1493) Sigrid es un asteroide perteneciente al cinturón de asteroides descubierto el 26 de agosto de 1938 por Eugène Joseph Delporte desde el Real Observatorio de Bélgica, Uccle.

## Designación y nombre
Sigrid se designó al principio como 1938 QB.
Más tarde fue nombrado en honor de Sigrid Strömgren, esposa del astrónomo danés Bengt Strömgren (1908-1987).

## Características orbitales
Sigrid orbita a una distancia media del Sol de 2,429 ua, pudiendo acercarse hasta 1,938 ua. Tiene una inclinación orbital de 2,584° y una excentricidad de 0,2021. Emplea en completar una órbita alrededor del Sol 1383 días.